# Mattias Weinhandl
Mattias John Erich Weinhandl, född Johansson, 1 juni 1980 i Ljungby i Småland, är en svensk före detta ishockeyspelare. Weinhandl inledde sin ishockeykarriär med moderklubben IF Troja-Ljungby, och efter att ha valts i NHL-draften 1999 i den tredje rundan som nummer 78 totalt av New York Islanders, värvades han till Modo Hockey. Efter tre lyckade säsonger i Elitserien, där han tog två SM-silver, lämnade han klubben för spel med Islanders i NHL. Under två säsonger varvade han spel i NHL med spel i AHL, för Islanders farmarklubb Bridgeport Sound Tigers.
Därefter flyttade han hem till Sverige och återvände till Modo Hockey under lockout-säsongen 2004/05. Han vann lagets interna poängliga och var tillsammans med Mike Knuble säsongens målfarligaste spelare då han stod för 26 mål på 50 matcher. Säsongen därpå återvände han till NHL och byttes efter halva säsongen bort till Minnesota Wild. Även där fick han varva spel i NHL och med klubbens farmarlag, Houston Aeros.
Inför säsongen 2007/08 skrev Weinhandl på för Linköping HC i Elitserien. På 54 matcher noterades han för 35 mål och tilldelades Håkan Loob Trophy, som säsongens främste målskytt. Med Linköping tog han sitt tredje SM-silver. Mellan 2008 och 2012 spelade Weinhandl för HC Dynamo Moskva och SKA Sankt Petersburg i den ryska ligan KHL. Han återvände till Linköping säsongen 2012/13, men spelade endast 38 matcher för laget innan han i slutet av april 2014 meddelade att karriären var över.
Weinhandl spelade över 100 landskamper för Tre Kronor och representerade Sverige i fem VM och ett OS. 2002, 2009 och 2010 tog han VM-brons. Sedan tidigare hade han vunnit ett EM-guld med U18-landslaget.

## Karriär

### Klubblagskarriär

#### 1997–2002: Troja-Ljungby och Modo
Weinhandl påbörjade sin ishockeykarriär i moderklubben IF Troja-Ljungby. Som 16-åring gjorde Weinhandl 130 poäng i J20 Superelit och året därpå, säsongen 1997/98 fick han chansen i Troja/Ljungbys A-lag i Division I – på 28 grundseriematcher stod han noterad för tre mål och två assistpoäng. Vid 18 års ålder gjorde han sin sista säsong med moderklubben och stod för 39 poäng på 42 matcher i Division I (20 mål, 19 assist). Han kom tvåa i lagets interna poängliga och var seriens poängmässigt bästa junior. I slutet av juli 1999 draftades han av New York Islanders i den tredje rundan som 78:e spelare totalt.
Inför säsongen 1999/00 skrev Weinhandl på för Modo Hockey i Elitserien. I Modo fick han chansen att spela tillsammans med två andra talanger, tvillingarna Daniel och Henrik Sedin. Kedjan fick namnet "Linje 19" som syftade på att alla i kedjan var 19 år. Han debuterade i Elitserien den 16 september 1999 och gjorde poäng i samtliga av sina nio första matcher för klubben. Han gjorde sitt första mål i serien den 23 september 1999 då han avgjorde till Modos fördel i en 1–2-seger mot Djurgårdens IF. Efter att ha ådragit sig en skada i samband med en juniorlandskamp missade Weinhandl en stor del av säsongen, men blev ändå nominerad till årets rookie efter att ha noterats för 24 poäng på 32 matcher (15 mål, 9 assist). I SM-slutspelet tog sig Modo till final sedan man slagit ut Frölunda HC (4–1) och Brynäs IF (3–2) i kvarts-, respektive semifinal. I finalserien föll man dock i tre matcher i följd mot Djurgårdens IF och tog därmed ett SM-silver.
Säsongen därpå var poängmässigt bättre för Weinhandl och han vann lagets interna poängliga efter att ha stått för 32 poäng på 48 matcher (16 mål, 16 assist). Under säsongens gång, i december 2000 förlängde han sitt avtal med Modo fram till april 2003. Laget slutade på fjärde plats i grundserien, men slogs ut i kvartsfinalserien av tabellsexan Luleå HF med 3–4 i matcher.
2001/02 slutade Modo på andra plats i grundserien. Weinhandl ökade sitt personliga poängrekord i Elitserien för tredje året i följd då han på 50 grundseriematcher noterades för 34 poäng (18 mål, 16 assist). Den 27 januari 2002 blev han uttagen att spela Elitseriens All Star-match och vid säsongens slut tilldelades Weinhandl priset Rinkens riddare som går till en framgångsrik spelare, som dessutom visat speciella egenskaper på och utanför isen. I SM-slutspelet tog sig Modo åter till final, detta sedan man slagit ut Luleå HF (4–2) och Frölunda HC (3–2) i kvarts-, respektive semifinal. Likt förra finalserien föll Modo även denna gång med 3–0 i matcher, mot Färjestad BK. Weinhandl vann slutspelets poängliga och var också den spelare som gjorde flest assist. På 14 matcher noterades han för 15 poäng, varav 11 assist.

#### 2002–2007: Islanders, Wild och AHL

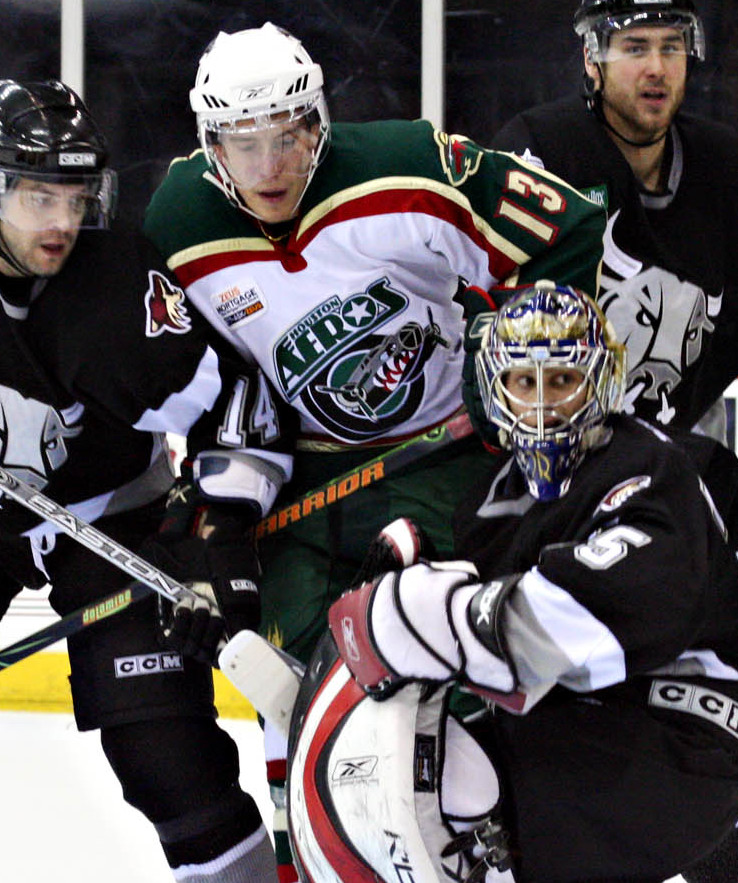
Weinhandl med Houston Aeros 2006.

Den 3 juli 2002 skrev Weinhandl på ett tvåårskontrakt med New York Islanders. Han fick inleda säsongen 2002/03 i klubbens farmlag Bridgeport Sound Tigers i AHL. Han gjorde NHL-debut i en match mot Calgary Flames den 4 november 2002. I samma match gjorde han sin första NHL-poäng då han assisterade till ett mål av Aleksej Jasjin. Drygt tre veckor senare, den 27 november, kom Weinhandls första NHL-mål, på Patrick Lalime, i en 2–2-match mot Ottawa Senators. Bara några dagar senare ådrog han sig en axelskada under en träning, vilken höll honom från spel i drygt 2,5 vecka. Under säsongen stod han för 23 poäng på 47 matcher (6 mål, 17 assist) för Islanders. Han fick även spela NHL:s Young Stars-match där han stod för ett mål och en assist. I Sound Tigers noterades han för 21 poäng på 23 matcher, varav nio mål.
Weinhandl missade Stanley Cup-slutspelet 2003 efter att ha skadat vristen. Han opererades under sommaren samma år och fick återigen starta säsongen i farmarlaget Sound Tigers. I december 2003 kom han tillbaka till Islanders och fick spela tillsammans med Jasjin och noterades för 20 poäng på 55 matcher (8 mål, 12 assist). I april 2004 spelade han sitt första NHL-slutspel – Islanders åkte dock ut i den första rundan mot Tampa Bay Lightning efter 4–1 i matchserien. Den 4 augusti samma år förlängde Weinhandl sitt avtal med klubben med ytterligare ett år.
Då NHL-säsongen 2004/05 ställdes in på grund av lockout, meddelades det i september 2004 att Weinhandl återvänt till Modo Hockey för spel i Elitserien. Han gjorde sin dittills poängmässigt bästa säsong i Elitserien och vann lagets interna poängliga. Han vann dessutom seriens skytteliga, tillsammans med Linköping HC:s Mike Knuble. På 50 grundseriematcher noterades han för 46 poäng (26 mål, 20 assist). Laget slutade sexa i grundserien och föll sedan i kvartsfinalserien mot Färjestad BK med 2–4 i matcher. På dessa sex matcher gick Weinhandl poänglös.
Därefter återvände Weinhandl till Islanders och skrev den 12 augusti 2005 på ett tvåårskontrakt för organisationen. Han fick denna säsong dock mindre istid, och till följd av detta stod han för endast sex poäng på 53 grundseriematcher (två mål, fyra assist). Den 4 mars 2006 lämnade han Islanders för spel i Minnesota Wild, efter att ha blivit uppsatt på waivers. Under de avslutande 15 matcherna av säsongen stod han för fem poäng i Wild. Säsongen därpå spelade han endast tolv matcher för Wild och stod på dessa matcher för ett mål och en assist. I december 2006 blev han åter uppsatt på waivers, dock utan att bli vald av någon annan NHL-klubb. Den större delen av säsongen tillbringade han med Wilds farmarlag Houston Aeros i AHL. I Aeros gjorde han 45 poäng på 48 matcher (18 mål, 27 assist) och slutade tvåa i lagets interna poängliga.

#### 2007–2013: Linköping HC och KHL
Den 22 april 2007 meddelades det att Weinhandl återvänt till Sverige och skrivit ett tvåårsavtal med Linköping HC i Elitserien. Han gjorde sitt första och andra mål för klubben i den tredje omgången av grundserien säsongen 2007/08, mot Luleå HF. Den 11 oktober samma år gjorde han sitt första och enda hat trick i Elitserien då HV71 besegrades med 6–3. Weinhandl blev till slut tvåa i Elitseriens totala poängliga med 62 gjorda poäng – bara kedjekompisen Tony Mårtensson lyckades göra fler poäng (67). Han vann även grundseriens skytteliga och fick därmed emotta Håkan Loob Trophy. Med sina 35 gjorda mål slog han Linköpings klubbrekord i antal mål på en och samma säsong i Sveriges högsta serie.
I det efterföljande SM-slutspelet tog sig Linköping till sin första SM-final någonsin sedan man slagit ut Djurgårdens IF och Färjestad BK (båda med 4–1 i matcher) i kvarts-, respektive semifinal. I finalen ställdes man mot seriesegraren HV71. Linköping vann de två inledande matcherna, men efter bland annat två övertidsförluster på hemmaplan vände HV71 matchserien och vann till slut med 4–2. Weinhandl tog därmed sitt tredje SM-silver och blev tvåa i lagets interna poängliga i slutspelet. På 16 matcher stod han för 17 poäng, varav sju mål. Under säsongens gång blev han uttagen till Elitseriens All Star-lag. Han var också den spelare som gjorde flest matchavgörande mål i grundserien (9).
Den 23 april 2008 meddelades det att Weinhandl förlängt sitt kontrakt med Linköping med ytterligare fyra år, samtidigt som det bekräftades att man lånat ut honom till den ryska klubben HK Dynamo Moskva för spel i KHL säsongen 2008/09. Han missade dock säsongsinledningen på grund av ett uttänjt ledband. Den 11 oktober 2008 debuterade han för Moskva och gjorde också sitt första KHL-mål i samma match – mot Georgy Gelashvili – när Lokomotiv Yaroslavl besegrades med 2–0. Weinhandl slutade tvåa i lagets interna poängliga i grundserien, bakom Dmitri Afanasenkov, med 33 poäng på 41 matcher (16 mål, 17 assist). I Gagarin Cup-slutspelet slog Moskva ut Dinamo Riga och HK CSKA Moskva (båda med 3–0 i matcher) i åttondels-, respektive kvartsfinal.  Laget föll sedan i semifinalserien med 4–2 i matcher mot Ak Bars Kazan, som senare kom att vinna Gagarin Cup. I slutspelet var Weinhandl lagets främste poängplockare då han stod för 16 poäng på 12 matcher (6 mål, 10 assist), vilket gjorde att han placerade sig på fjärde plats i den totala poängligan. I mars 2009 utsågs han till månadens forward i KHL.
Den efterföljande säsongen blev Weinhandl åter utlånad till Dynamo Moskva. Den blev hans sista med Dynamo Moskva och också hans poängmässigt bästa i KHL. Efter att ha noterats för 21 poäng på 12 matcher i oktober 2009 blev han för andra gången utsedd till månadens bästa forward i KHL. Den 18 november 2009 bekräftade Linköping HC att Weinhandl skulle komma att lånas ut även över säsongen 2010/11, samt att man förlängt hans avtal med ytterligare tre säsonger efter den. Han vann Moskvas interna poängliga och slutade femma i den totala poängligan (bästa utländska spelare) efter att ha noterats för 60 poäng på 56 grundseriematcher (26 mål, 34 assist). Han blev under säsongen, som ende svensk, uttagen till KHL:s All Star-match. I den första rundan av Gagarin Cup-slutspelet slogs laget ut av HK Spartak Moskva med 3–1 i matcher. På dessa matcher stod Weinhandl för ett mål.

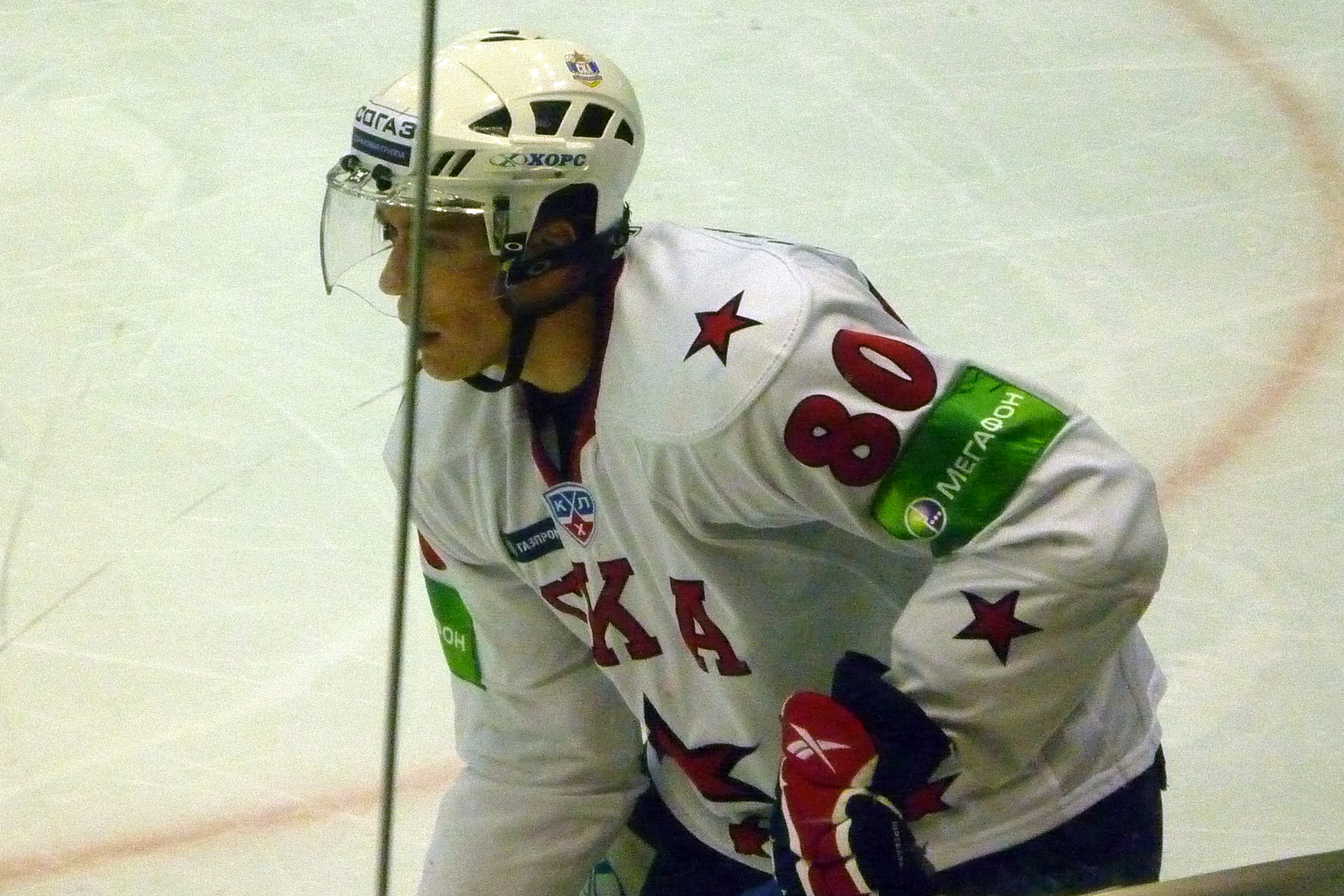
Weinhandl spelade för SKA Sankt Petersburg under två säsonger.

Då Dynamo Moskva kämpade med ekonomiska problem inför säsongen 2010/11 stod det i slutet av april 2010 klart att Weinhandl istället lånats ut till SKA Sankt Petersburg. Den 9 september 2010 gjorde han KHL-debut för Sankt Petersburg. Weinhandl gjorde två poäng i samtliga av klubbens fyra första matcher i grundserien. Med 50 poäng på 54 grundseriematcher slutade Weinhandl på nionde plats i KHL:s poängliga (21 mål och 29 assist). I laget var han den spelare som gjorde flest mål, assist och poäng. För andra säsongen i följd blev han uttagen till KHL:s All Star-match. Efter att ha slagit ut Spartak Moskva i den första rundan av Gagarin Cup-slutspelet slogs Sankt Petersburg ut i kvartsfinalserien mot Atlant Mytisjtji med 3–4 i matcher. Även i slutspelet var Weinhandl lagets poängmässigt bästa spelare då han på elva matcher stod noterad för fem mål och fyra assist.
Säsongen 2011/12 kom att bli Weinhandls sista i KHL. Han spelade ytterligare en säsong för SKA Sankt Petersburg. Poängproduktionen sjönk något och på 45 grundseriematcher gjorde han 13 mål och 23 assist för totalt 36 poäng, vilket gav honom en fjärde plats i lagets interna poängliga. Laget vann den västra konferensen och slutade tvåa i hela KHL:s grundserie. Efter att ha tagit sig till semifinal genom att slå ut CSKA Moskva och Atlant Mytisjtji, besegrades Sankt Petersburg med 4–0 i matcher av Weinhandls förra klubb Dynamo Moskva. Den 3 april 2012 gjorde han sin sista KHL-match och totalt noterades han för 179 poäng, varav 76 mål och 103 assist, på 196 grundseriematcher I KHL.
Den 21 april 2012 blev det officiellt att Weinhandl återvänt till Linköping HC för att spela vidare på det avtal han då hade två år kvar på. Efter en grundseriematch mot Skellefteå AIK den 20 november 2012 var han borta från spel i nästan tre månader. Till en början meddelades det att Weinhandl var ljumskskadad, men senare bekräftade Linköping att han också led av nackproblem. Han gjorde comeback i februari 2013 och spelade de sex avslutande matcherna av grundserien och var sedan med i det efterföljande SM-slutspelet. På 30 matcher i grundserien stod han för nio mål och sju assist. Linköping besegrade HV71 med 4–1 i matcher i kvartsfinalserien, men föll sedan mot Skellefteå AIK med samma siffror. Semifinalförlusten mot Skellefteå den 5 april 2013 blev Weinhandls sista match i Elitserien.
Efter att ha missat hela säsongen 2013/14 på grund av symptom från en kraftig hjärnskakning meddelade Weinhandl den 26 april 2014 att han valt att avsluta sin karriär som ishockeyspelare.

### Landslagskarriär

#### 1999–2000: Juniorlandslag

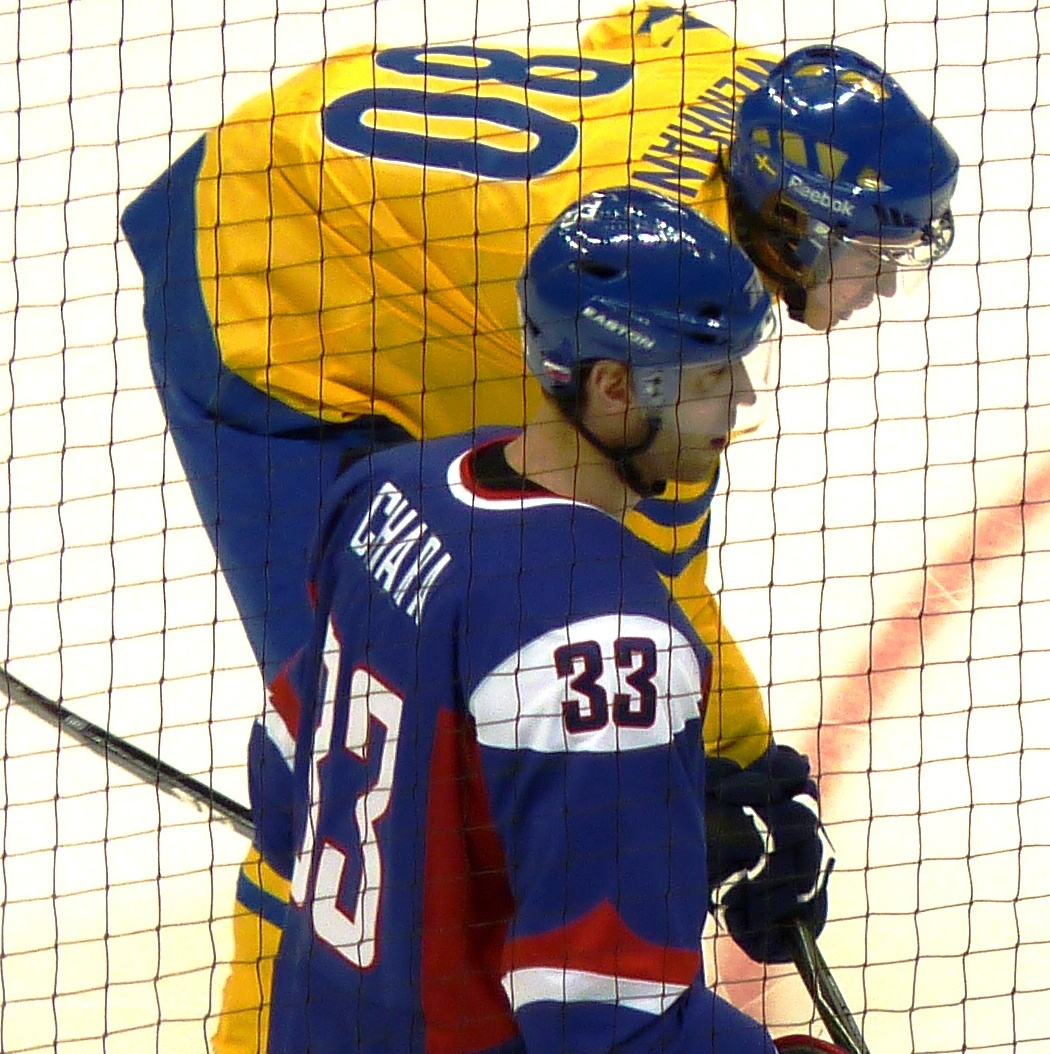
Weinhandl i landslagströja 2010.

Weinhandl var med i Tre Kronors trupp under juniorvärldsmästerskapet i ishockey 1999. Sverige började turneringen bra och vann sin grupp och var således klar för semifinal. Där föll man dock mot Kanada, och man föll även i bronsmatchen mot Slovakien, med 4–5. Inför JVM 2000 spelade Weinhandl en fyrnationsturnering för Sverige (J20). I slutet av en match mot Tjeckien den 13 november 1999 träffades han i ögat av motståndaren Michal Trávníčeks klubbspets. Sedan dess har han haft nedsatt syn på ena ögat och har endast 10% syn på det. IIHF dömde Trávníček till tre års avstängning på internationell nivå, och Weinhandl missade den efterföljande JVM-turneringen.

#### 2000–2012: A-landslaget
I december 2000 debuterade Weinhandl i A-landslaget och gjorde sin första A-landskamp i en träningsmatch mot Finland. 2002 blev han för första gången uttagen till VM. Sverige föll i semifinal mot Slovakien och ställdes mot Finland i bronsmatchen. I början av andra perioden hade Finland en 3–0-ledning, men Sverige lyckades vända matchen och vann med 3–5 och bärgade därmed bronset. På nio matcher noterades Weinhandl för sju poäng (tre mål, fyra assist). 2005 gjorde han sin andra VM-turnering, denna gång i Österrike. Sverige föll återigen i semifinalen och ställdes i bronsmatchen mot USA, vilken man förlorade med 3–6. Detta var Weinhandls poängmässigt sämsta VM då han på åtta matcher endast stod för en assist.
2008, i Weinhandls tredje VM-turnering, slogs Sverige för tredje gången i följd ut i semifinal. Därefter föll laget även mot Finland i bronsmatchen med 4–0. Weinhandl gjorde sin poängmässigt bästa VM-turnering och noterades för 13 poäng på nio matcher (fem mål, åtta assist). Han vann Sveriges interna poängliga och slutade femma i den totala poängligan. För fjärde gången i följd förlorade Sverige, 2009, i semifinalspelet. Laget vann dock bronsmatchen mot USA med 4–2 och Weinhandl tog sitt andra VM-brons. Han vann återigen lagets interna poängliga och slutade trea i den totala poängligan efter att ha noterats för tolv poäng på nio matcher (fem mål, sju assist).
2010 blev Weinhandl uttagen till sitt första och enda OS, i Vancouver. Sverige gick obesegrade genom gruppspelet och ställdes mot Slovakien i kvartsfinal. Väl där förlorade man dock med 3–4 och Weinhandl stod för två assisteringar på totalt fyra spelade matcher. I maj samma år gjorde han sin femte och sista VM-turnering. I Sveriges öppningsmatch mot Norge stod Weinhandl för ett hat trick. I den efterföljande matchen, mot Frankrike, fick Weinhandl en smäll mot huvudet och fick därefter lämna turneringen sedan han ådragit sig en hjärnskakning. Weinhandl gjorde sin sista A-landskamp under Oddset Hockey Games, den 12 februari 2012 mot Finland.

## Statistik

### Klubbkarriär
| 1997–98           | IF Troja-Ljungby        | Div. I            | 28  | 3   | 2   | 5   | 2   | 5  | 0  | 0  | 0  | 2  |
| 1998–99           | IF Troja-Ljungby        | Div. I            | 42  | 20  | 19  | 39  | 28  | 15 | 6  | 8  | 14 | 16 |
| 1999–00           | Modo Hockey             | Elitserien        | 32  | 15  | 9   | 24  | 6   | 13 | 3  | 5  | 8  | 8  |
| 2000–01           | Modo Hockey             | Elitserien        | 48  | 16  | 16  | 32  | 14  | 6  | 1  | 3  | 4  | 6  |
| 2001–02           | Modo Hockey             | Elitserien        | 50  | 18  | 16  | 34  | 10  | 14 | 4  | 11 | 15 | 4  |
| 2002–03           | Bridgeport Sound Tigers | AHL               | 23  | 9   | 12  | 21  | 14  | —  | —  | —  | —  | —  |
| 2002–03           | New York Islanders      | NHL               | 47  | 6   | 17  | 23  | 10  | —  | —  | —  | —  | —  |
| 2003–04           | Bridgeport Sound Tigers | AHL               | 10  | 3   | 6   | 9   | 10  | —  | —  | —  | —  | —  |
| 2003–04           | New York Islanders      | NHL               | 55  | 8   | 12  | 20  | 26  | —  | —  | —  | —  | —  |
| 2004–05           | Modo Hockey             | Elitserien        | 50  | 26  | 20  | 46  | 18  | 6  | 0  | 0  | 0  | 4  |
| 2005–06           | New York Islanders      | NHL               | 52  | 2   | 4   | 6   | 14  | —  | —  | —  | —  | —  |
| 2005–06           | Minnesota Wild          | NHL               | 15  | 2   | 3   | 5   | 10  | —  | —  | —  | —  | —  |
| 2006–07           | Houston Aeros           | AHL               | 48  | 18  | 27  | 45  | 20  | —  | —  | —  | —  | —  |
| 2006–07           | Minnesota Wild          | NHL               | 12  | 1   | 1   | 2   | 10  | —  | —  | —  | —  | —  |
| 2007–08           | Linköping HC            | Elitserien        | 54  | 35  | 27  | 62  | 69  | 16 | 7  | 10 | 17 | 8  |
| 2008–09           | HK Dynamo Moskva        | KHL               | 41  | 16  | 17  | 33  | 28  | 12 | 6  | 10 | 16 | 4  |
| 2009–10           | HK Dynamo Moskva        | KHL               | 56  | 26  | 34  | 60  | 36  | 4  | 1  | 0  | 1  | 2  |
| 2010–11           | SKA Sankt Petersburg    | KHL               | 54  | 21  | 29  | 50  | 42  | 11 | 5  | 4  | 9  | 16 |
| 2011–12           | SKA Sankt Petersburg    | KHL               | 45  | 13  | 23  | 36  | 30  | 13 | 2  | 2  | 4  | 14 |
| 2012–13           | Linköping HC            | Elitserien        | 30  | 9   | 7   | 16  | 14  | 8  | 0  | 1  | 1  | 2  |
| Elitserien totalt | Elitserien totalt       | Elitserien totalt | 264 | 119 | 95  | 214 | 110 | 69 | 23 | 29 | 45 | 32 |
| KHL totalt        | KHL totalt              | KHL totalt        | 196 | 76  | 103 | 179 | 136 | 40 | 14 | 16 | 30 | 36 |
| NHL totalt        | NHL totalt              | NHL totalt        | 181 | 19  | 37  | 56  | 70  | —  | —  | —  | —  | —  |
| AHL totalt        | AHL totalt              | AHL totalt        | 81  | 30  | 45  | 75  | 44  | —  | —  | —  | —  | —  |
| Div. 1 totalt     | Div. 1 totalt           | Div. 1 totalt     | 70  | 23  | 21  | 44  | 30  | 20 | 6  | 8  | 14 | 18 |

### Internationellt
| År            | Lag           | Turnering     | Matcher | Mål | Assists | Poäng | Utv. |
| ------------- | ------------- | ------------- | ------- | --- | ------- | ----- | ---- |
| 1998          | Sverige       | JEM           | 6       | 2   | 1       | 3     | 4    |
| 1999          | Sverige       | JVM           | 6       | 0   | 3       | 3     | 2    |
| 2002          | Sverige       | VM            | 9       | 3   | 4       | 7     | 4    |
| 2005          | Sverige       | VM            | 8       | 0   | 1       | 1     | 0    |
| 2008          | Sverige       | VM            | 9       | 5   | 8       | 13    | 2    |
| 2009          | Sverige       | VM            | 9       | 5   | 7       | 12    | 8    |
| 2010          | Sverige       | OS            | 4       | 0   | 2       | 2     | 2    |
| 2010          | Sverige       | VM            | 2       | 3   | 0       | 3     | 0    |
| Junior totalt | Junior totalt | Junior totalt | 12      | 2   | 4       | 6     | 6    |
| Senior totalt | Senior totalt | Senior totalt | 41      | 16  | 22      | 38    | 16   |